# 西丸道人
西丸 道人（にしまる みんと、2005年6月15日 - ）は、鹿児島県姶良市出身のプロサッカー選手。Jリーグ・カマタマーレ讃岐所属。ポジションはフォワード。

## 経歴

### プロ入り前
FC加治木から神村学園中等部に進学し、同学園高等部ではチームメイトとして先輩に福田師王、同級生に吉永夢希、後輩に名和田我空らと共にプレー。高校2年時の全国高校選手権では4強入りに貢献。
3年次は主将を任され、1学年上の福田師王がつけた背番号「13」を引き継いだ。鹿児島県大会決勝では翌年のプレミアリーグWEST参入を決めた鹿児島城西高校相手に決勝ゴールを決めて本大会に導いた。最後の選手権でもキャプテンとしてチームを鼓舞したりアシストやゴールを挙げて準々決勝進出に貢献。

### ベガルタ仙台
2023年9月4日、ベガルタ仙台に加入することが内定。サイドバックとしても可能性を見出され、1年目から公式戦に出場した。

### カマタマーレ讃岐
2025年7月14日、カマタマーレ讃岐への育成型期限付き移籍が発表された。

## 所属クラブ
- FC加治木
- 神村学園中等部
- 神村学園高等部
- 2024年 -  ベガルタ仙台
  - 2025年7月 -  カマタマーレ讃岐（育成型期限付き移籍）

## 個人成績
| 国内大会個人成績 | 国内大会個人成績 | 国内大会個人成績 | 国内大会個人成績 | 国内大会個人成績                                 | 国内大会個人成績 | 国内大会個人成績 | 国内大会個人成績 | 国内大会個人成績 | 国内大会個人成績 | 国内大会個人成績 | 国内大会個人成績 |
| 年度             | クラブ           | 背番号           | リーグ           | リーグ戦                                         | リーグ戦         | リーグ杯         | リーグ杯         | オープン杯       | オープン杯       | 期間通算         | 期間通算         |
| 年度             | クラブ           | 背番号           | リーグ           | 出場                                             | 得点             | 出場             | 得点             | 出場             | 得点             | 出場             | 得点             |
| 日本             | 日本             | 日本             | 日本             | リーグ戦                                         | リーグ戦         | リーグ杯         | リーグ杯         | 天皇杯           | 天皇杯           | 期間通算         | 期間通算         |
| ---------------- | ---------------- | ---------------- | ---------------- | ------------------------------------------------ | ---------------- | ---------------- | ---------------- | ---------------- | ---------------- | ---------------- | ---------------- |
| 2024             | 仙台             | 30               | J2               | 0                                                | 0                | 1                | 0                | 1                | 0                | 2                | 0                |
| 2025             | 仙台             | 30               | J2               | 0                                                | 0                | 1                | 0                | 1                | 0                | 2                | 0                |
| 2025             | 讃岐             | 40               | J3               |                                                  |                  | -                | -                | -                | -                |                  |                  |
| 通算             | 日本             | 日本             | J2               | 0                                                | 0                | 2                | 0                | 2                | 0                | 4                | 0                |
| 通算             | 日本             | 日本             | J3               | \|\|\|\|colspan="2"\|-\|\|colspan="2"\|-\|\|\|\| |                  |                  |                  |                  |                  |                  |                  |
| 総通算           | 総通算           | 総通算           | 総通算           | 0                                                | 0                | 2                | 0                | 2                | 0                | 4                | 0                |

・Jリーグ初出場 - 2025年7月19日 J3第21節 高知ユナイテッドSC戦（PIKARAスタジアム）

## タイトル

### クラブ
神村学園高等部
- 高円宮杯 JFA U-18サッカープリンスリーグ九州：1回（2022年）

### 個人
- 全国高等学校サッカー選手権大会・優秀選手：2回（2022年、2023年）

## 代表歴
- 23年:日本高校選抜候補
- 23年:U-17日本高校選抜